# Chociel
Chociel – rzeka, lewobrzeżny dopływ Radwi o długości 21,3 km i powierzchni zlewni 118,14 km².
Rzeka meandruje wśród wzgórz moreny czołowej, tworząc dolinę w której znajdują się zbiorowiska bagienne i łąkowe. Przepływa przez Bobolice.
Nad rzeką utworzono zespół przyrodniczo-krajobrazowy „Dolina rzeki Chocieli” zajmujący obszar o powierzchni 72,50 ha między wsią Porost, a dawnym nasypem kolejowym w Bobolicach. Częściowo pokrywa się z nim rezerwat przyrody Łąki Bobolickie, chroniący łąki porastające dolinę rzeki. W dolinie rośnie podlegający ochronie gatunkowej pełnik europejski (Trollius europaeus). W Bobolicach koryto przegradza jaz młyński.
Nazwę Chociel wprowadzono urzędowo w 1948 roku, zastępując poprzednią niemiecką nazwę rzeki – Gotzel Bach.